# Millville (Utah)
Pour les articles homonymes, voir Millville.
Millville est une municipalité américaine située dans le comté de Cache en Utah.
Lors du recensement de 2010, sa population est de 1 829 habitants. La municipalité s'étend alors sur une superficie de 2,11 milles carrés (5,46 km2).
Millville est fondée en 1860, autour de la première scierie (en anglais : sawmill) du comté. Le lieu s'appelait auparavant Elkhorn Ranch.